# Flauta baixo

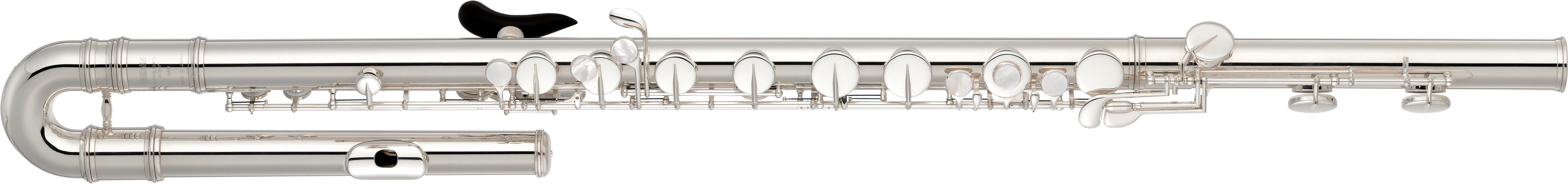
Uma flauta baixo.

Flauta baixo é o membro da família das flautas cujo registro se encontra uma oitava abaixo da flauta contralto em Dó (flauta mais comum). Por causa do comprimento do tubo (aproximadamente 146 cm), ela é geralmente fabricada com bocal em forma de "J", trazendo a o porta-lábio ao alcance do instrumentista.
A extensão do instrumento vai de Dó2 (a nota mais grave da viola) a Fá#5 (três linhas complementares acima da Clave de Sol). Possui um som mais aveludado, ainda que mais redondo e firme que o da flauta soprano. Embora a flauta baixo seja geralmente considerada um instrumento silencioso, alguns hábeis flautistas conseguem produzir nela um considerável volume de som.
Flautas baixo são geralmente fabricadas com o corpo e o bocal de metal banhado a prata. Há empresas, como a Emerson, que oferecem opções mais luxuosas, como bocal de prata maciça, chaves especiais de trinado e extensão para o Si grave, geralmente presente apenas em flautas mais agudas.
É geralmente usada em coros de flautas e em música de vanguarda contemporânea, estando quase ausente do repertório orquestral tradicional.
Muitos compositores estão começando a escrever mais para flauta baixo, tanto para grupos como para flauta baixo solo e duetos.
A origem deste instrumento está nos antigos instrumentos folclóricos que ainda podem ser encontrados em diversas partes da Europa hoje, como o Czakan na Hungria (6 furos) ou a flauta dupla da antiga Iugoslávia. Muitos destes instrumentos eram feitos de tubos de bambu ou cana naturais, enquanto a flauta doce era um instrumento torneado em madeira. Foi o instrumento musical mais popular na Idade Média. Ela produz um som melodioso. Como todo instrumento musical, para ser tocado é necessário estudos das técnicas. É o mais antigo dos instrumentos da família de tubo interno. Consiste em um tubo, com buracos para sete dedos e um buraco para o dedo polegar que serve como abertura de oitava. Talvez a ilustração mais antiga e incomparável seja a de uma flauta doce que está no “The Mocking of Jesus” (posterior a 1315), um afresco da Igreja de Staro Nagoricvino na Iugoslávia. Existem várias ilustrações de tubos parecidos que podem ou não serem flautas que antecedem este exemplar.